# Wilhelm Ernst von Beaulieu-Marconnay

Wilhelm Ernst Freiherr von Beaulieu-Marconnay

Wilhelm Ernst Freiherr von Beaulieu-Marconnay (* 19. Mai 1786 in Celle; † 30. Juni 1859 in Oldenburg) war ein Oldenburgischer Geheimer Rat und Vorsitzender im Oldenburgischen Staatsministerium.

## Herkunft
Wilhelm Ernst Freiherr von Beaulieu-Marconnay entstammte dem Hannoverschen Zweig des ursprünglich französischen Adelsgeschlechts Beaulieu-Marconnay. Seine Vorfahren waren durch die Aufhebung des Edikts von Nantes 1685 gezwungen, ihre Heimat zu verlassen und siedelten sich in Deutschland an. Die Familie stellte in mehreren deutschen Fürstentümern Beamte und Soldaten. Sein Bruder war der königlich hannoversche Generalleutnant und Forstmann Carl von Beaulieu-Marconnay (1777–1855).

## Leben und Karriere
Beaulieu erhielt seine erste Ausbildung an der Salzmannschule Schnepfenthal und im Gymnasium Hannover, anschließend studierte er Rechtswissenschaften in Leipzig und Heidelberg. Außerdem widmete er sich philosophischen Studien, in deren Folge er ein freundschaftliches Verhältnis zu seinem Lehrer Jakob Friedrich Fries entwickelte. Danach trat Beaulieu in den Königlich Hannoverschen Staatsdienst als Auditor beim Hofgericht in Hannover. Als das Königreich Hannover im Januar 1808 vom Kaiserreich Frankreich besetzt wurde, nahm er seinen Abschied. Danach reiste er mit August Kestner und Adam Oehlenschläger nach Rom, wo er sich in Kontakt mit den Künstlern Koch und den Brüdern Franz und Johannes Riepenhausen mit italienischer Kunst beschäftigte.
Ende 1809 trat er dann nach Aufforderung des Herzogs von Oldenburg in Oldenburgische Dienste. Ende 1810 wurde auch Oldenburg französisch besetzt und Beaulieu übernahm zusammen mit seinem Schwiegervater Christoph Friedrich Mentz und Christian Ludwig Runde die Verwaltung des Barvermögens des nach Russland geflohenen Herzogs. Aus diesem Vermögen organisierten sie die Pensionszahlungen, da die eigentlichen Pensionskassen von den Franzosen beschlagnahmt worden waren. Durch diese Tätigkeit machten er und Runde sich gegenüber den Französischen Besatzern verdächtig und mussten das Land verlassen. Beaulieu zog daher mit seiner Frau zu seinem Bruder nach Minden. Dort wurde am 5. September 1811 der Sohn Karl geboren.
Nach der Niederlage Napoleons kehrte die Familie zurück nach Oldenburg, wurde Beaulieu im Januar 1814 in die provisorische Regierungskommission berufen, die als vorläufige Zentralbehörde des Landes die Reorganisation der Verwaltung überwachte. 1816 wurde er zum Regierungsrat ernannt und mit außenpolitischen Aufgaben betraut. Von 1822 bis 1825 hielt sich Beaulieu als Bevollmächtigter für die Verhandlungen über die Herrschaft Kniphausen in Berlin auf. Die Herrschaft unterstand nach der Niederlage Napoleons und einer kurzzeitigen russischen Besetzung ab Dezember 1813 einer provisorischen Administration durch Oldenburg. Dieser Zustand wurde durch das Berliner Abkommen am 8. Juni 1825 beendet und die Herrschaft Kniphausen erlangte eine begrenzte Souveränität. Im Januar 1826 hielt sich Beaulieu als Sonderbotschafter zur Thronbesteigung Nikolaus I. in Sankt Petersburg auf und führte in dieser Zeit auch die Verhandlungen, die dazu führten, dass die russischen Erbansprüche über die Herrschaft Jever auf Oldenburg übergingen. Bei der Hochzeit von Herzogin Amalie von Oldenburg mit dem griechischen König Otto I. 1836 war es dann Beaulieus Aufgabe, den Ehevertrag aufzusetzen. 1830 wurde er zum Staatsrat ernannt und übernahm die Bearbeitung der Beziehungen zum Deutschen Bund und zu den übrigen deutschen Staaten sowie die Zollangelegenheiten. Noch im selben Jahr führte er in Berlin die Verhandlungen über die Eingliederung des Fürstentums Birkenfeld in den preußischen Zollverband und schloss gleichzeitig einen Schifffahrtsvertrag mit Preußen ab. Seit 1830 war Beaulieu als Geheimer Kabinettsrat Mitglied des Staatsministeriums. Ab 1843 hatte er den Vorsitz als Geheimer Rat und wurde im Juli 1844 mit dem Titel Staats- und Kabinettsminister ausgezeichnet. Im August 1848 trat Beaulieu aufgrund der 1848er Revolution, der er als ausgesprochener Konservativer äußerst kritisch gegenüberstand, in den Ruhestand. Zuvor war es ihm nicht gelungen, zwischen dem oldenburgischen Herrscherhaus und den Revolutionären, die auch für das Großherzogtum Oldenburg eine demokratische Verfassung forderten, zu vermitteln, da er sowohl eine seitens des Deutschen Bundes geforderte Landständische Verfassung als auch eine Volksvertretung ablehnte. Unter seinem Nachfolger, dem gemäßigten Liberalen Johann Heinrich Jakob Schloifer, konnte schließlich das oldenburgische Staatsgrundgesetz verabschiedet werden. 1851 begleitete er den damaligen Erbgroßherzog von Oldenburg Peter bei einer längeren Reise durch Italien, Griechenland und durch die Türkei. Beaulieu starb 1859 im Alter von 73 Jahren.
Beaulieu war vielfältig künstlerisch interessiert, dadurch und durch seine diplomatische Tätigkeit kam er mit vielen bedeutenden Persönlichkeiten seiner Zeit in Kontakt. So unterhielt er Briefwechsel unter anderem mit August und Georg Kestner, Clemens August von Weichs, Heinrich von Struve, Alexander von Volborth, Ludwig Stieglitz, Johannes von Muralt, Karl Robert von Nesselrode, Ivan F. Kruzenstern, Jakob Friedrich Fries, Amandus Augustus Abendroth, Carl Anton Ferdinand von Bentinck, Karl Bernhard von Sachsen-Weimar-Eisenach, Otto von Bray-Steinburg, Sigismund von Reitzenstein, Friedrich von Blittersdorf, Johannes Tischbein, Georg Moller und vermutlich auch mit Johann Wolfgang von Goethe.

## Familie
Beaulieu war zweimal verheiratet. Zunächst heiratete er am 19. Mai 1810 Johanna (1793–1850), die Tochter des Vizekammerdirektors und späteren Regierungspräsidenten Christoph Friedrich Mentz (1765–1832). Das Paar hatte sechs Kinder. Nach dem Tod seiner Frau und seiner Rückkehr aus der Türkei heiratete er am 12. November 1851 in zweiter Ehe Isabelle von Förster (1816–1908), die Tochter des braunschweigischen Majors Maximilian von Förster und der Isabelle Marquise de Montebello. Von seinen sechs Söhnen aus erster Ehe trat Karl von Beaulieu-Marconnay (1811–1889) zunächst ebenfalls in Oldenburgische Dienste und wurde später dann Hofmarschall im Großherzogtum Sachsen-Weimar-Eisenach. Sein Sohn Eugen von Beaulieu-Marconnay (1815–1889) wurde oldenburgischer Oberlandesgerichtspräsident.